# Graffa napolitana
La graffa napolitana (en italiano: graffa napoletana) es un dulce frito italiano, de forma toroide, hecho a base de harina y patatas y cubierto de azúcar. Es tradicional de la cocina de Nápoles y de su región, Campania. Aunque es típico del Carnaval puede encontrarse durante todo el año.

## Historia y etimología
Su llegada a Nápoles se remonta al período de dominación austriaca que siguió al Tratado de Utrecht, en el siglo XVIII. La graffa puede considerarse una revisión del Krapfen austriaco. De hecho estos dulces tienen una etimología común: según diccionarios como DELI o Gradit, tanto la palabra graffa como Krapfen derivan del lombárdico krapfo (krappa en gótico), que significa garfio. En el alto alemán antiguo la palabra se utilizaba para indicar la forma que el buñuelo tomaba originalmente.

## Fermentación
La fermentación de la masa consta de cuatro distintas fases, de aproximadamente dos horas cada una. La observancia de estos tiempos es fundamental para conseguir la consistencia suave final de los buñuelos.